# Hidroximetilbilano
Hidroximetilbilano (HMB), também conhecido como preuroporfirinogênio, é uma molécula envolvida no metabolismo de porfirina. Na terceira etapa, é gerada pela enzima porfobilinogênio deaminase, e no passo seguinte tanto a enzima uroporfirinogênio III sintase converte-o em uroporfirinogênio III, ou o composto sofre ciclização espontânea e se torna uroporfirinogênio I.
Em geral, defeitos na síntese de heme após formação de HMB conduz à fotossensibilidade.